# Lleyn (race ovine)
 (août 2024).
Si vous disposez d'ouvrages ou d'articles de référence ou si vous connaissez des sites web de qualité traitant du thème abordé ici, merci de compléter l'article en donnant les références utiles à sa vérifiabilité et en les liant à la section « Notes et références ».

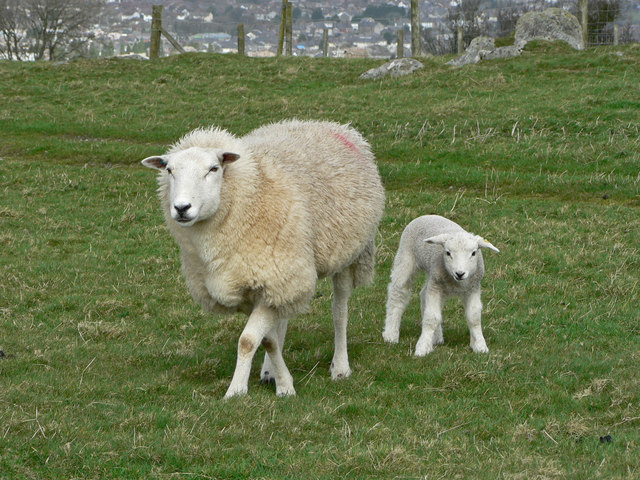
Brebis lleyn avec son agneau.

Le lleyn est une race ovine originaire du pays de Galles et plus précisément de la péninsule du même nom, dans le Gwynedd.
Cette race prolifique est élevée pour sa viande. Son comportement est tranquille et les brebis montrent de bonnes aptitudes maternelles et sont de bonnes laitières.
Sa toison blanche et fine est appréciée pour la laine. Le lleyn est utilisé également pour l'entretien paysager, aussi bien dans les basses terres (plaines) que les hautes terres (montagnes). Il sert aussi à l'amélioration d'autres races, apportant des qualités prolifiques et maternelles.

## Histoire
Cette race est apparue entre 1810 et 1815, lorsque des moutons importés de Roscommon en Irlande ont été croisés avec des individus locaux. Dans les années 1930, c'était la cinquième race la plus représentée au pays de Galles, après le mouton de montagne gallois, le mouton de Kerry Hill, le clyne et le radnor.
Au lendemain de la Seconde Guerre mondiale, tous les fermiers britanniques reçoivent l'ordre de labourer au moins un tiers de leurs terres et d'élever moins de moutons. Certains fermiers ont donc tenté d'élever des moutons en liberté dans les hautes terres, ce qui a permis de préserver deux moutons sur trois. Cependant d'autres races ont été privilégiées pour leurs qualités bouchères et il ne subsistait plus que 500 individus de race Lleyn au milieu des années 1960. À la fin des années 1960, une association d'éleveurs de moutons de Lleyn est formée pour préserver la race. Les éleveurs ont commencé à exposer des moutons de Lleyn au Royal Welsh Show en 1976. En 2014, ce sont 16 000 moutons qui sont inscrits au livre généalogique.

## Description
Le lleyn présente une tête blanche sans cornes à l'aspect féminin, au front large, d'une bonne longueur des yeux au mufle, se rétrécissant vers le museau qui est noir. Il a des oreilles moyennes tachées de noir. Il est large de poitrine, a des gigots longs et bien arqués. Ses pattes sont blanches et sans laine.
La brebis adulte peut atteindre 75 kg en moyenne, et le bélier, 90 kg.